# Google Hangouts
Google Hangouts fue un servicio de mensajería instantánea multiplataforma descontinuado desarrollado por Google. Operó desde el 15 de mayo de 2013 hasta el 1 de noviembre de 2022.
Originalmente, Hangouts era una función de Google+, se convirtió en un producto independiente en 2013, cuando Google también comenzó a integrar funciones de Google+ Messenger y Google Talk en Hangouts. Luego, Google comenzó a integrar funciones de Google Voice, su producto de telefonía por Internet, afirmando que Hangouts fue diseñado para ser “el futuro” de Voice.
En marzo de 2017, Google anunció que Hangouts se convertiría en un producto dirigido a usuarios empresariales con la marca Hangouts dividida en dos productos principales: Hangouts Chat y Hangouts Meet. Debido a su escasa aceptación y con el retiro definitivo de Google+, en octubre de 2019 Google anunció planes para cerrar Hangouts.
Google comenzó la transición de los usuarios de Google Workspace de Hangouts a Google Meet y Google Chat en junio de 2020. Posteriormente, los usuarios de Gmail pasaron de Hangouts a Meet y Chat durante el 2021 y el servicio de Hangouts se suspendería. El 22 de marzo de 2022 empezó la transición de los clientes de Google Workspace a Google Chat.

## Historia
Antes del lanzamiento de Hangouts, Google había mantenido varios servicios y plataformas de mensajería similares, pero tecnológicamente separados, en su conjunto de productos. Incluía Google Talk orientado a la empresa (basado en XMPP), Google+ Messenger y Google+ Hangouts, que proporcionaban funciones de chat, voz y videoconferencia. Sin embargo, su conjunto de ofertas de mensajería también enfrentaba una creciente competencia de servicios como Facebook Messenger, iMessage y WhatsApp. Se tomó la decisión de desechar el sistema Google Talk existente y codificar un nuevo producto de mensajería a través de una colaboración con varios equipos de desarrollo.
Tras los informes de que el nuevo servicio se conocería como "Babel", el servicio se lanzó oficialmente como Hangouts durante la conferencia Google I/O el 15 de mayo de 2013.
El 16 de febrero de 2015, Google anunció que suspendería Google Talk e instruyó a los usuarios para que migraran a la aplicación Hangouts en el navegador Chrome.
En enero de 2016, Google desalentó el uso de Hangouts para SMS, y recomendó utilizar en su lugar la aplicación de SMS Google Mensajes.
En mayo de 2016, en Google I/O 2016, Google anunció dos nuevas aplicaciones: Google Allo, una aplicación de mensajería con capacidades de IA (bots impulsados por IA y funciones para selfies) y Google Duo, una aplicación de videollamadas. Los teléfonos inteligentes Pixel y Pixel XL de Google lanzados más tarde ese año fueron los primeros dispositivos de Google enviados con Duo y Allo preinstalados en lugar de Hangouts. Google decía que las nuevas aplicaciones no reemplazarían a Hangouts; Hangouts seguirá siendo un producto independiente. En diciembre de 2018, Google anunció que Allo sería descontinuado en marzo de 2019 con algunas de sus funciones migradas a Google Mensajes.
El 15 de agosto de 2016, Google anunció que Hangouts on Air se suspendería el 12 de septiembre de 2016 y se incluiría en YouTube Live, pero más tarde, el 11 de septiembre de 2016, Google dijo que la fecha de cierre de Hangouts on Air se adelantaría al 1 de agosto de 2019, para liberar todas las transmisiones en vivo en YouTube. Los usuarios tendrán que cambiar a otros programas de transmisión en vivo.
El 6 de enero de 2017, Google anunció que la API de Google Hangouts se cerraría el 25 de abril de 2017.
El 9 de marzo de 2017, Google anunció que Hangouts estaría dirigido a usuarios comerciales con la marca Hangouts dividida en dos productos: Hangouts Meet (ahora Google Meet) y Hangouts Chat (ahora Google Chat). Meet se centraría en las videoconferencias y Chat se centraría en la mensajería instantánea con funciones adicionales como el asistente de bots y la mensajería en cadena. Las funciones estarían dirigidas a clientes comerciales, mientras que las versiones para consumidores utilizarían un modelo freemium. Google declaró en diciembre de 2018 que la versión clásica de Hangouts se descontinuaría en octubre de 2019.
En noviembre de 2018, la extensión de Chrome de la aplicación de Hangouts comenzó a mostrar estos mensajes en la parte superior de su ventana: “La aplicación Hangouts Chrome será reemplazada por la extensión Hangouts Chrome pronto”. Esto generó muchas críticas negativas de usuarios en las páginas de Chrome Web Store tanto para la extensión de Hangouts como para la aplicación.
En agosto de 2019, Google anunció que la versión G Suite de Hangouts sería reemplazada por Meet y Chat, y retrasaría el cierre hasta junio de 2020.
En abril de 2020, en respuesta al COVID-19, Google Meet pasó a ser gratuito para todos los usuarios, también en abril de 2020, Google anunció que Hangouts seguiría siendo un producto de nivel de consumidor para las personas que usan cuentas estándar de Google. En octubre de 2020, Google anunció que Google Chat también sería gratuito para todos y reemplazaría a la versión clásica de Hangouts en 2021.
En abril de 2021, Google Chat pasó a ser gratuito como un servicio de “Acceso anticipado”, para los usuarios que eligen usarlo en lugar de Hangouts.
El 27 de junio de 2022, Google anunció oficialmente que cerrará Google Hangouts en noviembre de 2022 y migrará a todos los usuarios a Google Chat.

## Características

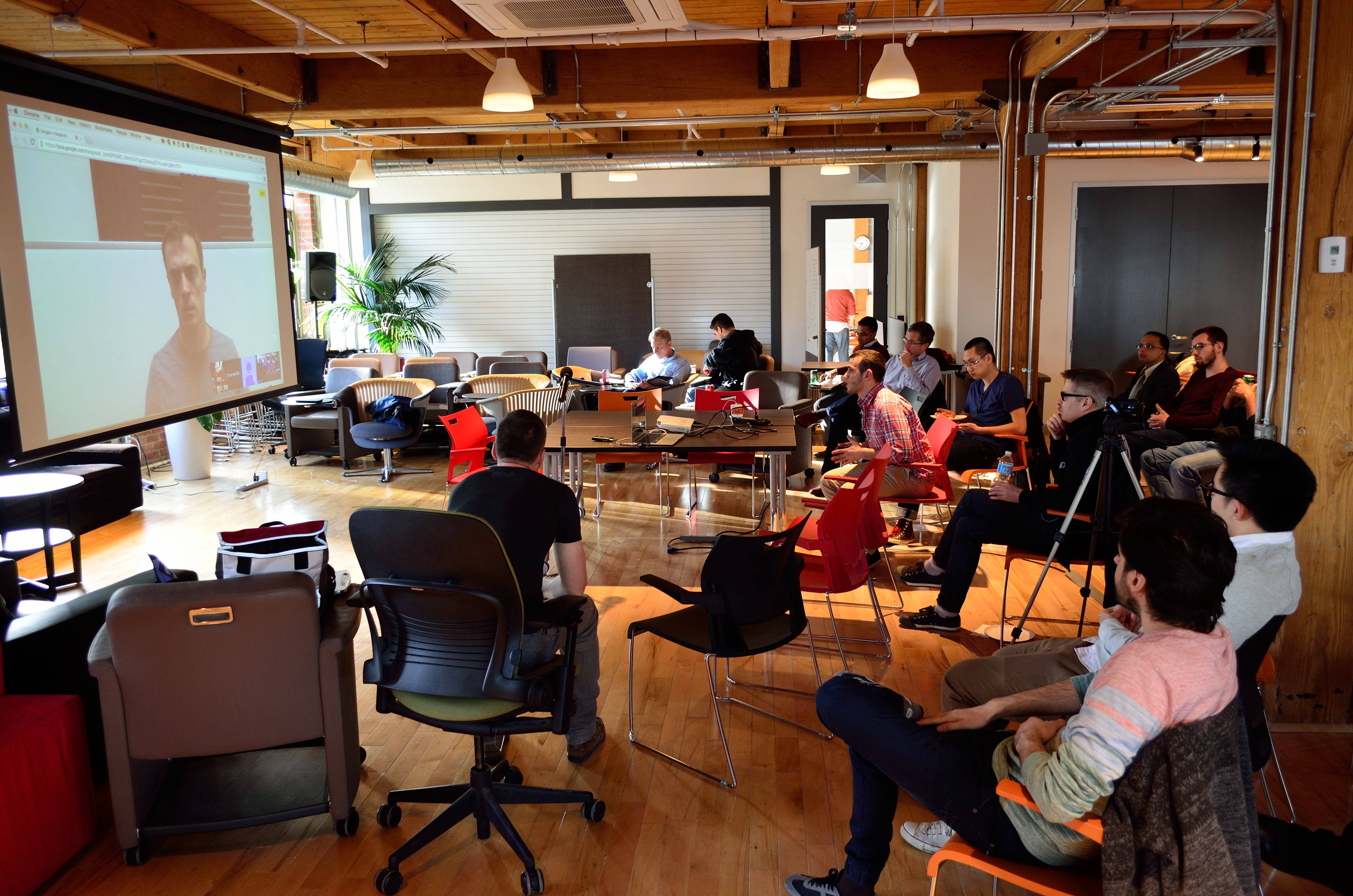
Una reunión de videoconferencia facilitada por Google Hangouts

Hangouts permitía conversaciones entre dos o más usuarios. Se podía acceder al servicio en línea a través de los sitios web de Gmail o Google+, o mediante aplicaciones móviles disponibles para Android e iOS (que se distribuyeron como sucesoras de sus aplicaciones Google Talk existentes). Sin embargo, debido a que se utilizaba un protocolo propietario en lugar del protocolo estándar abierto XMPP utilizado por Google Talk, la mayoría de las aplicaciones de terceros que tenían acceso a Google Talk no tenían acceso a Google+ Hangouts.
Los historiales del chat se guardaban en línea, lo que permitía sincronizarlos entre dispositivos. Una “marca de agua” del avatar de un usuario se utilizaba como marcador para indicar hasta qué punto han leído en la conversación. Las fotos se podían compartir durante las conversaciones, anteriormente se cargaban automáticamente en un álbum privado de Google+. Los usuarios también podían usar símbolos de emoji de colores en sus mensajes.
Al igual que con los Hangouts anteriores de Google+, los usuarios también podían realizar un chat de video grupal con hasta 10 usuarios a la vez. En 2016, Google actualizó Hangouts a 25 usuarios simultáneos en video HD para trabajo/educación. Google Hangouts en iOS integraba un número de Google Voice hasta cierto punto, pero en Android, la compatibilidad con SMS en Hangouts no se integraba completamente con Google Voice para llamadas o mensajes de texto. La integración se esperaba por primera vez en 2014, pero quedó obsoleta en enero de 2016. El motivo de la demora parece estar relacionado con que Google se alejó del protocolo XMPP que usaba, como se mencionó anteriormente.
Para Google Chrome, los usuarios no necesitaron instalar un complemento. Sin embargo, para Internet Explorer 11, el usuario debían instalar el "Complemento de Google Talk" para poder usar las funciones de video.
En Android 4.4, Hangouts está integrado con funciones de envío y recepción de mensajes de texto, que es la aplicación de SMS predeterminada en el Nexus 5. Para otros teléfonos Android, los usuarios podían optar por abrir la función de SMS cuando descargaban la nueva versión de Hangouts a través de Google Play. Las conversaciones SMS se mostraban en un cajón en el lado izquierdo. La actualización también agregaba compatibilidad con GIF y un nuevo botón para compartir la ubicación, que permitía al usuario enviar su ubicación GPS a sus contactos.
Incluía la capacidad de realizar llamadas de voz gratuitas a otros usuarios de Hangouts, y cobraba a los usuarios (a través de crédito registrado previamente) para llamar a teléfonos fijos y móviles a nivel internacional, excepto las llamadas a los Estados Unidos y Canadá, que son gratuitas. Antes del cierre, los usuarios de Android debían tener instaladas las aplicaciones Google Hangouts y Hangouts Dialer si deseaban llamar a números de teléfono fijo o móvil a través de la red telefónica pública conmutada. Los usuarios tendrán que usar YouTube Live para la transmisión de eventos en vivo.

## Recepción
En mayo de 2013, Google Hangouts enfrentó críticas de Electronic Frontier Foundation, ya que consideraban que Google “se estaba moviendo en la dirección equivocada” al reducir su soporte para el protocolo de estándar abierto XMPP. El nuevo protocolo hizo que fuera mucho más difícil para los clientes de múltiples chats como Pidgin y Adium admitir Google Hangouts. Debían aplicar ingeniería inversa al protocolo.
Además, la estrecha integración de Google Hangouts y Google+ dio lugar a que se compartiera involuntariamente información personal con otras personas.
El 30 de noviembre de 2014, Make Use Of elogió a Google Hangouts como la “mejor aplicación de mensajería en Android con diferencia”.
El 9 de diciembre de 2015, Google Hangouts tuvo una puntuación de 2 de 7 puntos en la tarjeta de puntuación de mensajería segura de Electronic Frontier Foundation. Recibió ese puntaje por tener comunicaciones encriptadas en tránsito y por haber completado una auditoría de seguridad independiente reciente. Le faltaron puntos porque las comunicaciones están cifradas con claves a las que tiene acceso el proveedor, los usuarios no pueden verificar las identidades de los contactos, los mensajes anteriores no son seguros si se roban las claves de cifrado, el código no está abierto a revisión independiente la seguridad y el diseño no está debidamente documentado.